# Robert A. King
Robert Adolph Keiser King (* 20. September 1862 in New York City; † 14. April 1932 ebendort) war ein US-amerikanischer Songwriter und Komponist von Blas- und Orchestermusik.

## Leben und Wirken
Keiser arbeitete unter den Namen Robert A.K. King, Bob King, Robert Keiser King als Liedtexter und Songwriter für verschiedene Musikverlage, zunächst für Charles Ditson & Company. von 1897 bis 1907 als Komponist und Arrangeur Leo Feist & Frankenthaler Publications Inc., außerdem bis zu seinem Tod für Shapiro, Bernstein & Company.
Ende der 1890er-Jahre schrieb King den Song Strolling (unter dem Doppelpseudonym Ed Haley und Robert A. Keiser). In den folgenden Jahren schrieb er The Daisy and the Buttefly (aufgenommen 1902 vom Gesangsduett Harry Macdonough und S. H. Dudley), mit Ballard MacDonald (1882–1935, Musik) den Song Beatiful Ohio (1918, unter dem Pseudonym Mary Earl); diesen Namen benutzte er auch für My Sweetheart is Somewhere in France. Mit Billy Moll schrieb er in den 20er-Jahren 'Moonlight on the Colorado. King arbeitete außerdem mit Ted Fiorito, Howard Johnson und Gus Kahn zusammen; bekannte Songs waren auch Why Did I Kiss That Girl?, Beyond the Gates of Paradise, Lafayette, We Hear You Calling, Anona, Apple Blossoms, I Ain't Nobody's Darling, Love Bird, Just Like a Rainbow und Dreamy Alabama. Der bekannteste Song, an dem er mitgewirkt hatte, war I Scream, You Scream, We All Scream for Ice Cream (1927, mit Howard Johnson, und Billy Moll), der unter dem Kurztitel Ice Cream ein Jazzstandard werden sollte. King betätigte sich ferner als Komponist von Orchester- und Blasmusik.